# 超HAPPY SONG
| 専門評論家によるレビュー     | 専門評論家によるレビュー |
| レビュー・スコア             | レビュー・スコア         |
| 出典                         | 評価                     |
| ---------------------------- | ------------------------ |
| Billboard JAPAN （平賀哲雄） | 肯定的                   |

「超HAPPY SONG」（ちょうハッピーソング）は、Berryz工房×℃-ute（ベリキュー）の2枚目のシングルで、Berryz工房、℃-uteのコラボレーションシングルである。2012年4月28日に配信され、同年6月20日にCDシングルとして発売された。発売レーベルはzetima。

## 概要
「超HAPPY SONG」は、それぞれ先行して別々に発表されたBerryz工房の「Because happiness」と℃-uteの「幸せの途中」の二曲を同時に再生した楽曲である。
当初は夏のハロー!プロジェクトのコンサートでこのことを発表する予定であったが、4月中旬頃よりファンが気づき始めたため、急遽発表が行われた。
「超HAPPY SONG (シングルVer.)」は、編曲を変更しており、さらに℃-ute側のボーカルパートをオリジナルの「幸せの途中」よりも明るめの声と歌い方でレコーディングし直したものである。日本テレビ系『ハッピーMusic』6月度オープニング・テーマに起用された。
初回限定盤A・B・C・D、通常盤の5形態で発売。初回限定盤A・BはCD＋DVD、それ以外はCDのみ。各初回限定盤にイベント抽選シリアルナンバーカードが封入されている。
テレビCMでは、Berryz工房の嗣永桃子とタワーレコードの社長である嶺脇育夫が対談、℃-uteの鈴木愛理と経済アナリストの森永卓郎が対談するという、2パターンがある。

## 収録曲
全作詞・作曲：つんく　編曲：大久保薫

### 初回限定盤A・B、通常盤
1. 超HAPPY SONG (シングルVer.) [4:19]
NEWアレンジVer.
2. 超HAPPY SONG [4:18]
配信Ver.
3. Because happiness [4:18]
歌：Berryz工房
4. 幸せの途中 [4:15]
歌：℃-ute
5. 超HAPPY SONG (シングルVer.) (Instrumental) [4:19]
6. 超HAPPY SONG (シングルVer. Berryz工房 vo.入り) (Instrumental) [4:19]
7. 超HAPPY SONG (シングルVer. ℃-ute vo.入り) (Instrumental) [4:20]

#### 初回限定盤A付属DVD
1. 超HAPPY SONG (Mix Ver.)
Berryz工房「Because happiness」（4/29中野サンプラザ公演映像）+℃-ute「幸せの途中」（5/4中野サンプラザ公演映像）のMIX編集映像[9]

#### 初回限定盤B付属DVD
1. 超HAPPY SONG (Double Screen Live Ver.)
Berryz工房「Because happiness」（4/29中野サンプラザ公演映像）+℃-ute「幸せの途中」（5/4中野サンプラザ公演映像）のダブル画面映像[10]

### 初回限定盤C：Berryz工房版
1. 超HAPPY SONG (シングルVer.) [4:19]
2. 超HAPPY SONG [4:18]
3. Because happiness [4:18]
歌：Berryz工房
4. 幸せの途中 [4:15]
歌：Berryz工房
5. 超HAPPY SONG (シングルVer.) (Instrumental) [4:19]
6. 超HAPPY SONG (シングルVer. Berryz工房 vo.入り) (Instrumental) [4:19]
7. 超HAPPY SONG (シングルVer. ℃-ute vo.入り) (Instrumental) [4:20]

### 初回生産限定盤D：℃-ute版
1. 超HAPPY SONG (シングルVer.) [4:19]
2. 超HAPPY SONG [4:18]
3. 幸せの途中 [4:15]
歌：℃-ute
4. Because happiness [4:18]
歌：℃-ute
5. 超HAPPY SONG (シングルVer.) (Instrumental) [4:19]
6. 超HAPPY SONG (シングルVer. Berryz工房 vo.入り) (Instrumental) [4:19]
7. 超HAPPY SONG (シングルVer. ℃-ute vo.入り) (Instrumental) [4:20]

## 参加ミュージシャン
超HAPPY SONG (シングルVer.)
- プログラミング&キーボード：大久保薫

Because happiness
- キーボード&プログラミング：大久保薫
- コーラス：清水佐紀

幸せの途中
- キーボード&プログラミング：大久保薫
- コーラス：岡井千聖・鈴木愛理

幸せの途中 / Berryz工房
- キーボード&プログラミング：大久保薫
- コーラス：清水佐紀・夏焼雅・菅谷梨沙子

Because happiness / ℃-ute
- キーボード&プログラミング：大久保薫
- コーラス：岡井千聖・鈴木愛理